# سفر

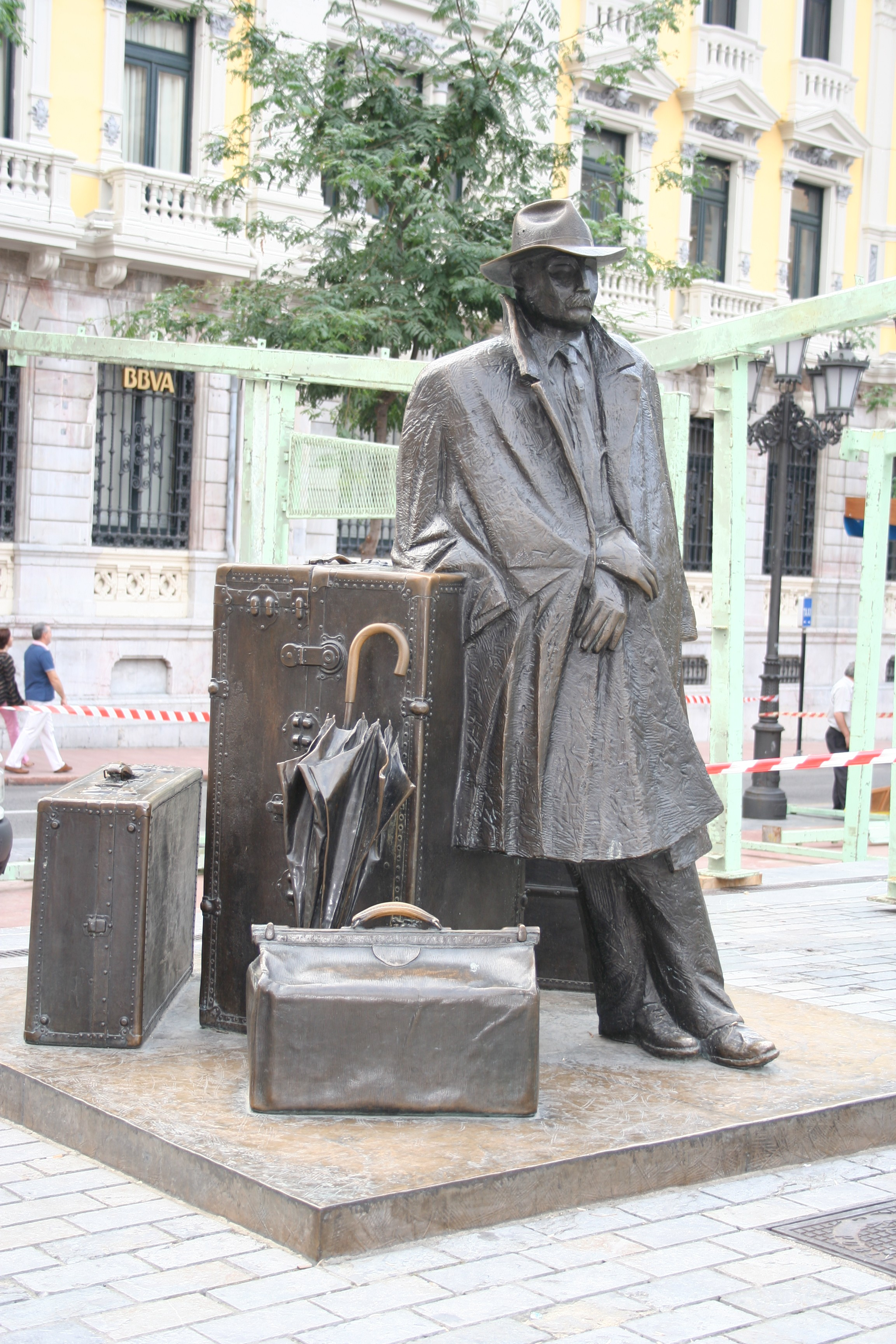
نصب يرمز للمسافر في إسبانيا

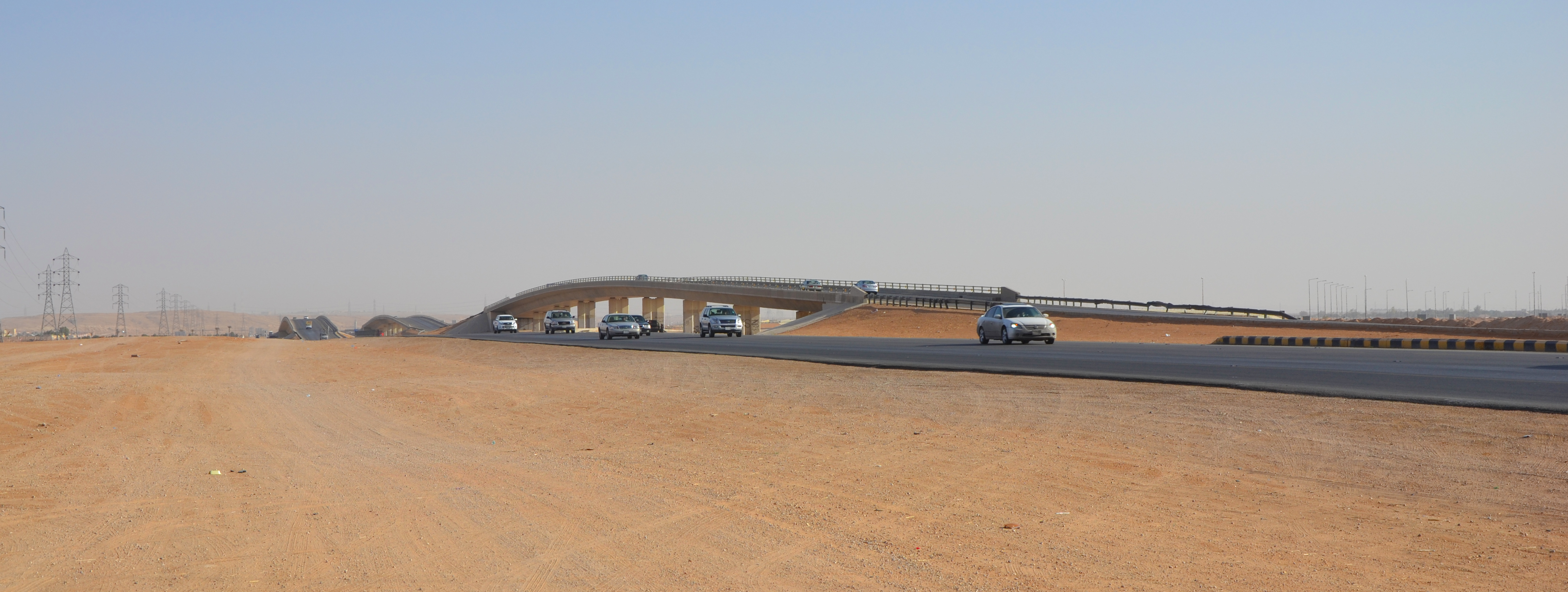
طريق صحراوي في السعودية

السفر هو الانتقال من مكان إلى آخر في رحلة قصيرة أو طويلة في مسافتها أو مدتها لأي عدد من الأسباب التالية:
- ارتياد الأشغال.
- سياحة.
- تجارة أو أعمال.
- زيارة الأقارب.
- هجرة من بلد لآخر.
- الحج وهو السفر لعبادة دينية.
- تلقي العلاج.
- قصد الاستكشاف والبحث والتقصي العلمي وجمع المعلومات.
- الدراسة في الخارج (طلب العلم أو بعثة دراسية).
- التعرف على الثقافات الأخرى (تبادل ثقافي).
- الاستجمام والاسترخاء والنقاهة.
- حضور المناسبات الرسمية.
- الدبلوماسية.

## السفر في الثقافة
حفل الأدب العربي بالكثير من القصائد والنثر الذي يحث على الأسفار والرحلات كما حفل بالكثير الذي يعارض ذلك. ينسب للإمام [ الشافعي ] من قوله حاضاً على الرحلة والسفر:
أما المعارضون للسفر والرحلة فقد عبر عنهم شاعرهم بقوله: